# インディーズムービー・フェスティバル
インディーズムービー・フェスティバル（Indies Movie Festival、略称：IMF）は、1996年から2008年まで日本で開催された自主映画の映画祭である。運営会社は、株式会社ウェヴコ・ティービージャパン。代表は、その運営会社の社長であり、総合プロデューサーの西村秀雄。

## 概要
きっかけは、大阪市出身の一人の若い自主映画監督(川上豊城)のが当時、西村がTSUTAYAに世界のサーフィン・スノーボードの映像VIDEOコーナーのプロデュースしていたことからこの監督が自らの自主制作した映画を、レンタルビデオ屋においてほしいと西村秀雄に持ち込んだことから始まり。「置くのは簡単だが埃んぷって誰も借りないよ」と窘めたが。西村は自分の若い時の「誰も大人達は助けてくれなかった」ことを思い出し再度、この監督に「君のような熱いインディーズ監督たちは世の中にいるのか？」と問いかけたら「たくさんいます！」と即座に返答が返ってきたことで、この監督とTSUTAYAのトップと会わせ熱い思いをぶつけ誘うとして東京に向かわせたことからこの伝説の映画祭が始まった。そこで、TSUTAYA及びTSUTAYAの取引先の映画関係者、川上豊城の協力を得て、幾たびの会議を経て観客による観客のための観客の映画祭「インディーズムービー・フェスティバル」を行うことになり、TSUTAYAのメンバー及び協力者らを含めで西村秀雄らが中心となり「インディーズムービー・プロジェクト実行委員会」を立上、運営する。（この、インディーズムービーという語源も、川上豊城の自主映画団体「インディーズムービー向上委員会」から影響を受けている。
全国から自主映画・映像作品を公募し、審査を経た約30から40作品を本選出場作品としてビデオ化（第6回からDVD化）し日本全国のTSUTAYAで貸し出し、衛星放送（SkyPerfecTV）、ケーブルテレビ（衛星劇場）、BSデジタル放送（日本BS放送）、インターネット放送など各種メディアで公開し、期間中それを鑑賞した人が審査員となりレンタル回数やハガキ投票、インターネット投票などによりポイントを集計しグランプリおよびランキングを決定した。一般人が審査員となる映画祭のため選ばれる作品の作風に偏りもなく、ぴあフィルムフェスティバルのように作家性を強く求めておらず、あくまでもエンターテイメント性を追求した映画祭であった。
当フェスティバルは10回の開催(1996年から2008年の12年間)で終了すると西村は宣言していたことから、この10回の開催で応募作品4786作品・入選作品・355作品(監督)・応募(監督・制作・役者等)・35,696・総得票(観客)数・120万人強が名参加者で終了した。
2008年以降、運営から何度か復活がアナウンスされたが、何の進捗も発表されることなく、その都度立ち消えとなっている。

## グランプリ監督
- 第1回　北村龍平
- 第2回　山口洋輝
- 第3回　加納周典
- 第4回　林田賢太
- 第5回　中村拓（一般MOVIE部門）、田中信行（TANPEN部門)
- 第6回　ジョセフ・ウォン（一般MOVIE部門）、山口円（TANPEN部門）
- 第7回　葵圭介（一般MOVIE部門）、黒川正規（TANPEN部門）
- 第8回　樽沢勇紀（一般MOVIE部門）、佐伯雄一郎（TANPEN部門）
- 第9回　夏目大一朗（一般MOVIE部門）、森内康博（TANPEN部門）
- 第10回　林一嘉（一般MOVIE部門）、片元亮（TANPEN部門）

## 代表的な受賞者
- 北村龍平
- 山口雄大
- 小泉徳宏
- 下村勇二
- 安田真奈
- 山口洋輝
- 中村拓
- 加納周典
- 林田賢太
- ジョセフ・ウォン
- 多積正之
- 山口円
- 葵圭介
- 黒川正規
- 政成和慶
- 西原一平
- 樽沢勇紀
- 佐伯雄一郎
- 高田往彦
- 相川佳輝
- 夏目大一朗
- 森内康博
- 御茶漬海苔
- 青木聡
- 村川康敏
- 林一嘉
- 八十川勝
- 片元亮
- 岩松顯
- 山下徹大